# شاونتا روجرز
شاونتا روجرز (بالإنجليزية: Shawnta Rogers)‏ مواليد 5 يناير 1976 في بالتيمور، هو لاعب كرة سلة أمريكي معتزل. بدأ مسيرته الاحترافية في سنة 1999. يبلغ طوله 5 قدم 4 بوصة (1.6 م). اعتزل اللعب في 2010.

## المسيرة الاحترافية
لعب مع لو مان سارت باسكت في الدوري الفرنسي من سنة 2000 إلى 2003، ثم لعب مع أسفيل باسكت في موسم 2003–2004، ثم لعب مع بالاكانسترو كانتو في الدوري الإيطالي في موسم 2004–2005، ثم لعب مع إلان شالون في الدوري الفرنسي في موسم 2007–2008، ثم لعب مع نادي مونتكاتيني الرياضي في سنة 2008.

## روابط خارجية
- شاونتا روجرز على موقع كرة السلة الأوروبية.كوم (الإنجليزية)
- شاونتا روجرز على موقع كلية كرة السلة في سبورتس رفرنس.كوم (الإنجليزية)
- شاونتا روجرز على موقع ريلجم (الإنجليزية)
- شاونتا روجرز على موقع بروبوليرز (الإنجليزية)
- شاونتا روجرز على موقع سبورتس رفرنس (الإنجليزية)